# Janicella
Janicella is een geslacht van kreeftachtigen uit de klasse van de Malacostraca (hogere kreeftachtigen).

## Soort
- Janicella spinicauda (A. Milne-Edwards, 1883)